# Nopcsaspondylus
Nopcsaspondylus ("obratel Franze Nopcsy", podle autora prvního popisu) byl rod rebachisauridního sauropodního dinosaura, žijícího v období svrchní křídy (věk coniac, asi před 90 až 86 miliony let) na území dnešní Argentiny (geologické souvrství Candeleros v provincii Neuquén).

## Popis
Popis je založen na dnes již ztraceném obratli, který byl poprvé popsán Nopcsou v roce 1902, nebylo mu však přiděleno vědecké jméno. Obratel vykazoval malé tělo a velké dutiny, typické právě pro rebachisauridy. Šlo o poměrně velké dinosaury s malou hlavou, typicky dlouhým krkem a ocasem, soudkovitým tělem a čtyřma sloupovitýma nohama. Hmotnost je odhadována zhruba na 5 tun (jako u slona afrického).